# Dossier Econòmic
Dossier Econòmic de Catalunya fou el primer setmanari en català dirigit a les empreses, professionals i representants del món econòmic que va arribar als quioscos al setembre de 1997.
El 2007, coincidint amb el desè aniversari, va estrenar disseny i va obrir un web nou. Va deixar d'editar-se el novembre del 2009 amb un deute pendent de 600.000 euros a l'Institut Català de Finances. El 2010, un grup d'experiodistes del setmanari constituïren Tallers d'Iniciatives Editorials i crearen L'Econòmic.